# Puig de Comanegra
Puig de Comanegra é uma montanha situada sobre a fronteira Espanha-França. Tem 1557,4 m de altitude..
Tem a particularidade de o seu cume ser o ponto mais meridional da França continental.